# ناویا نایر
ناویا نایر (به انگلیسی: Navya Nair) (زاده ۱۴ اکتبر ۱۹۸۵) بازیگر هندی است.
از کارهای معروف او می‌توان به بازی در فیلم آتش زیبا و گاه‌شماری اشاره کرد.